# محطة سمولينسك للطاقة النووية
محطة سمولينسك للطاقة النووية (بالروسية: Смоленская АЭС)‏ هي محطة طاقة نووية في روسيا. تقع في منطقة سمولينسك، في مقاطعة ديسنوجورسك، حوالي 100 كم من سمولينسك، وتبعد 115 كم من بريانسك و 320 كم من موسكو. محطة سمولينسك للطاقة النووية هي أكبر محطة نووية في منطقة نيشرنوزم في روسيا، وهي مشابهة في تصميمها لمحطة تشيرنوبيل للطاقة النووية.
تعمل المحطة بثلاثة مفاعلات RBMK-1000 (مفاعلات من نوع قناة الجرافيت المبردة بالماء بقدرة 1000 ميجاوات). كان من المفترض أن تحتوي المحطة على أربع وحدات، لكن تم إيقاف بناء الوحدة الرابعة في عام 1993 بعد كارثة تشيرنوبيل.
تم تجهيز جميع الوحدات بأنظمة الاستجابة للطوارئ، والتي يمكن أن تمنع إطلاق المواد المشعة في البيئة حتى في حالة وقوع حادث خطير؛ على سبيل المثال في حالة كسر الأنابيب في دائرة تبريد المفاعل. توجد دائرة تبريد المفاعل في صناديق خرسانية معززة محكمة الإغلاق يمكنها تحمل قوة 4.5 كجم ق / سم 2.
| وحدة         | نوع المفاعل | القدرة الصافية (ميغاواط) | السعة الإجمالية (ميغاواط) | بداية أعمال البناء | الاتصال بالشبكة | بداية التشغيل | أُغلق                             |
| ------------ | ----------- | ------------------------ | ------------------------- | ------------------ | --------------- | ------------- | -------------------------------- |
| سمولينسك - 1 | RBMK - 1000 | 925 ميغاواط              | 1،000 ميغاواط             | 1975-10-01         | 1982-12-09      | 1983-09-30    | 2027 المخطط                      |
| سمولينسك - 2 | RBMK - 1000 | 925 ميغاواط              | 1،000 ميغاواط             | 1976-06-01         | 1985-05-31      | 1985-07-02    | 2030 المخطط                      |
| سمولينسك - 3 | RBMK - 1000 | 925 ميغاواط              | 1،000 ميغاواط             | 1975-10-01         | 1990-01-17      | 1990-10-12    | 2034 المخطط                      |
| سمولينسك - 4 | RBMK - 1000 | 925 ميغاواط              | 1،000 ميغاواط             | 1984-10-01         | -               | -             | تم إلغاء البناء في 1 ديسمبر 1993 |